# Antichloris trinitates
Antichloris trinitates là một loài bướm đêm thuộc phân họ Arctiinae, họ Erebidae.